# Steven Culp
Steven Culp (La Jolla, Califórnia, 3 de dezembro de 1955) é um ator americano. Participou de várias séries de televisão como Traveler, Desperate Housewives, West Wing, JAG, Star Trek: Enterprise, E.R. e 24 horas, entre outros.